# Vidovdan
Vidovdan (Servisch: Видовдан, letterlijk Vitus-dag) is een Servisch-Orthodoxe feestdag en een nationale feestdag in Servië. Het is de naamdag van Sint-Vitus, een martelaar die geleefd zou hebben in de derde en het begin van de vierde eeuw. Zijn feest valt op 28 juni (gregoriaanse kalender) en op 15 juni (juliaanse kalender).

## Vidovdan in de geschiedenis van Servië
De datum 28 juni is belangrijk in Servië, deels ook door herinterpretatie van de geschiedenis. Zo werd de Slag op het Merelveld gemythologiseerd, en in samenhang daarmee de betekenis van Kosovo voor Servië in de 19e eeuw, een proces dat zich herhaalde en versterkte na het uiteenvallen van Joegoslavië. 
Toen [...] de communistische censuur [...] verslapte, verscheen er onder auspiciën van de Servische Schrijversbond het ene na het andere boek over de betekenis van Kosovo. Daarin werden de negentiende-eeuwse mythen steeds verder verscherpt en verfijnd en de betekenis van Kosovo, inmiddels een provincie die bijna uitsluitend door Albanezen wordt bewoond, voor het Servische volk steeds kolossaler.— Raymond van den Boogaard

### Gebeurtenissen
- 28 juni 1389 - Slag op het Merelveld
- 28 juni 1914 - De moord op Frans Ferdinand van Oostenrijk zet door een lawine van gebeurtenissen de Eerste Wereldoorlog in gang
- 28 juni 1919 - Verdrag van Versailles
- 28 juni 1921 - Het koninkrijk van Kroaten, Serven en Slovenen (later Joegoslavië) krijgt zijn eerste grondwet
- 28 juni 1989 - Slobodan Milošević spreekt een miljoenenmenigte toe op de Kosovo Polje naar aanleiding van de herdenking van de Slag op het Merelveld en wakkert de nationalistische gevoelens aan.
- 28 juni 2001 - Slobodan Milošević wordt uitgeleverd aan het Joegoslavië-tribunaal in Den Haag.
- 28 juni 2006 - De Algemene Vergadering van de Verenigde Naties erkent Montenegro als 192e lidstaat

## Herinterpretatie van de geschiedenis
Een proces van herinterpretatie heeft zich ook voorgedaan met 9 november in de Duitse geschiedenis.